# Posthilfstelle

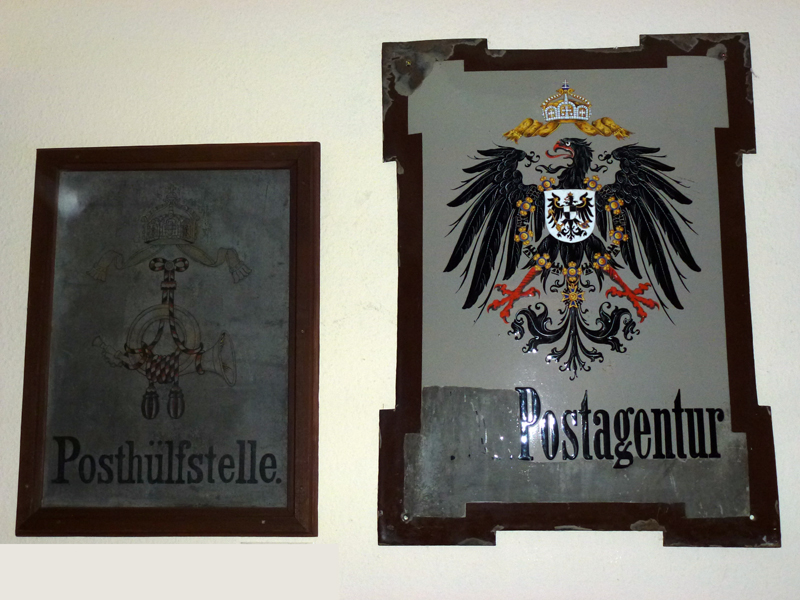
Posthausschild: Posthülfstelle und einer Postagentur, bei der Postagentur wurde die Inschrift Kais. entfernt.

Posthilfstellen (anfangs als Posthülfstellen bezeichnet) waren Einrichtungen der Post im 19. Jahrhundert, die an Privatleute vergeben wurden, um den Postdienst auf dem „flachen Land“ zu gewährleisten, ähnlich den Postagenturen aus der heutigen Zeit. Sie entstanden etwa um 1897 herum (in Bayern im April 1897 versuchsweise) und wurden nach der Neuordnung in Bayern und dem Deutschen Reich ab 1. Oktober 1898 flächendeckend eingerichtet.

## Dienstleistungen
Die Posthilfstellen besorgen die Abgabe von Postwertzeichen und Formblättern sowie die Annahme von gewöhnlichen Briefen und Paketen. Posthilfstellen wurden von Ortsanwohnern als unbesoldetes Ehrenamt verwaltet. Für die Bewohner des „platten Landes“ war es eine Erleichterung, beim Gastwirt oder im Kolonialwarenladen am Orte ihre Briefe und Pakete abgeben zu können. Die Verwalter übergaben die eingelieferten Sendungen dem Landbriefträger oder den den Ort berührenden Postkutschen und nahmen die Sendungen für ihre Kundschaft in Empfang. Die Sendungen konnten dann sofort in der Posthilfstelle abgeholt werden. Seit 1888 wurde begonnen, vom Posthalter die Post ein- oder zweimal die Woche austragen zu lassen, es ist sogar von einer Sonntagszustellung die Rede. Das dabei kassierte Bestellgeld durfte der Posthalter behalten, es sollte als Entschädigung für seine Mühen ausreichen.
Die Entgegennahme von Anweisungen, Einschreib- und Wertsendungen war lediglich Vertrauenssache des Absenders zum Inhaber der Posthilfstelle. Erst mit der Ankunft bei einem Postamt wurde daraus eine Postsendung. Daran hat sich bis 1995 nichts geändert.

## Geschichte
Die Posthilfstellen wurden im Reichspostgebiet bei Umgestaltung des Landpostdienstes 1881 als neue untergeordnete Gattung von PAnst zur Unterstützung des Landpostdienstes geschaffen. Die den Posthilfstellen übertragenen Aufgaben waren dieselben wie Anfang der 1950er Jahre, doch befassten sich die damaligen Posthilfstellen-Inhaber zunächst nicht mit der Zustellung von Postsendungen; die Empfänger mussten alle Sendungen abholen. Im Sommer 1888 wurde versuchsweise in einigen Oberpostdirektionsbezirken ein Zustelldienst in beschränktem Umfang eingeführt. Er erstreckte sich auf das Abtragen der eingegangenen Briefe und Zeitungen, soweit nicht die PHSt in Zustellbezirken von Landzustellern lagen, sowie auf das Abtragen von Paketen ohne Wertangabe. Die Zustellung besorgten die PHSt-Inhaber oder in ihrem Auftrage deren Familienangehörige oder sonstige geeignete Personen. Die Einführung der Zustellung erwies sich für die Post und die Bevölkerung vorteilhaft, da sie eine Entlastung der Landzusteller und damit eine Verbesserung und Beschleunigung des gesamten Landzustelldienstes mit sich brachte. Im Frühjahr 1889 wurde daher der Zustelldienst bei den PHSt in allen Oberpostdirektionsbezirken eingeführt. Württemberg errichtete PHSt erstmals am 1. August 1887, Bayern 1897.
Ihre Zahl im Reichspostgebiet betrug:
- 1882: 1.142
- 1892: 13.318
- 1902: 18.178
- 1913: 18.991
- 1924: 14.602 (einschließlich Bayern und Württemberg)
- 1930: 12.326
- 1939: 5.365

Zwischen 1881 und 1887 wurden insgesamt 7.560 Posthilfstellen in ländlichen Gebieten eingerichtet, 1913 waren es schon 25.683. Seit der Reichsgründung war die Anzahl der Postanstalten von 1872 bis zum 1. Januar 1880 von 5.430 auf 7.308, die der Landbriefträger von 10.205 auf 12.000 und die der Landbriefkasten von 17.242 auf 28.066 gestiegen. Verbunden mit der Erweiterung der Verbindungen stieg das Postaufkommen auf dem „platten Lande“ um fast 40 %. Auch in einigen deutschen Kolonien bestanden bis 1914 Posthilfstellen, die vor allem der Vermittlung des reinen Briefverkehrs dienten.
In Bayern wurden sogenannte „Postablagen“ zum 1. November 1898 in Postagenturen oder in Posthilfstellen umgewandelt. Die Posthilfstellen erhielten einen amtlichen Gummistempel.
Die Versorgung der Landbewohner begann aber nicht erst 1881. In der preußischen Postordnung vom 26. November 1782 wurde angeordnet, wenn für fahrenden Posten unterwegs kleine Städtchen, Flecken und Dörfer, wo keine Postwärtereyen befindlich, als auch einzelne Wohnungen, als Klöster, Forsthäuser, Vorwerke usw. ohne Detour (Umweg) des Postillions passiert werden, so kann dort die Post gewechselt werden. Eine Änderung trat 1824 ein, als man in Frankfurt (Oder) begann, regelmäßig zweimal die Woche die Briefe und kleinen Pakete in die umliegenden Ortschaften auszutragen und Post einzusammeln. Der Bote erhielt dafür einen monatlichen Lohn von 6 Talern, jährlich ein Stiefelgeld von 6 Talern und einen Rock, dafür hatten sie 3 bis 4 Meilen in der Runde zurückzulegen. Im Taxregulativ von 1824 wurde die alte Regelung, also der Postaustausch mit den durchfahrenden Posten, wiederbelebt. 1852 wurde für diesen Dienst, für den Austausch der Posttaschen eine monatliche Gebühr von 5 Silbergroschen erhoben. Um die Versorgung der Postkunden auf dem Lande zu Verbessern, war die Zahl der Landbriefträger ständig erhöht worden. Man erwog, sie mit kleinen Wagen auszurüsten oder beritten zu machen.
Im Zuge der Neuordnung der postalischen Verhältnisse auf dem Lande 1928 wurden zahlreiche PHSt in Poststellen II umgewandelt.
Häufig wurden die Posthilfstellen in Ausflugsorten eingerichtet, meist in Gaststätten. Stempelabschläge von kleinen Orten auf dem „flachen Lande“ und aus kleinen Vororten von Großstädten sind recht selten. Manche Posthilfstellenstempel kommen aber bis weit in die 1950er Jahre vor.

## Stempel

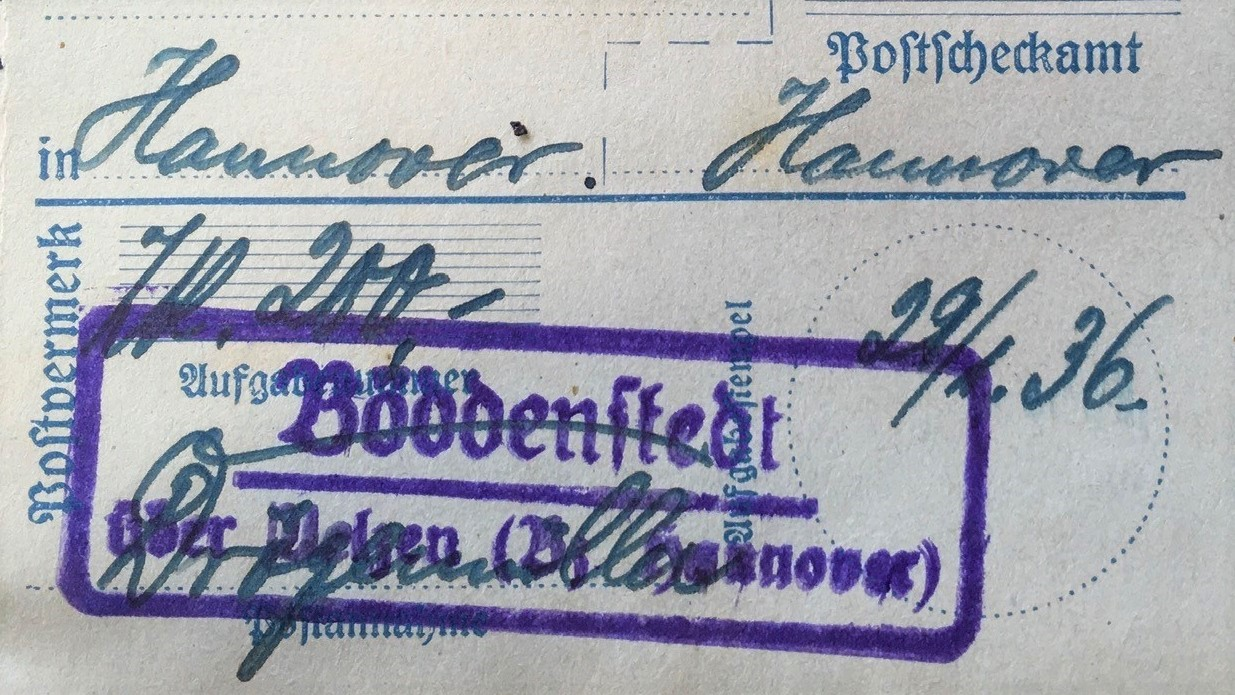
Posthilfstelle-Stempel „Böddenstedt über Uelzen (Bz. Hannover)“ (1936)
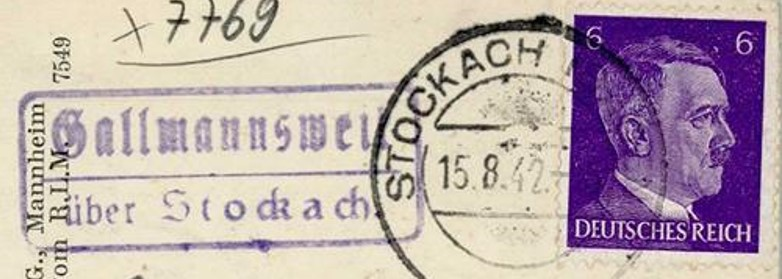
Posthilfstelle-Stempel „Gallmannsweil über Stockach“ (1942)
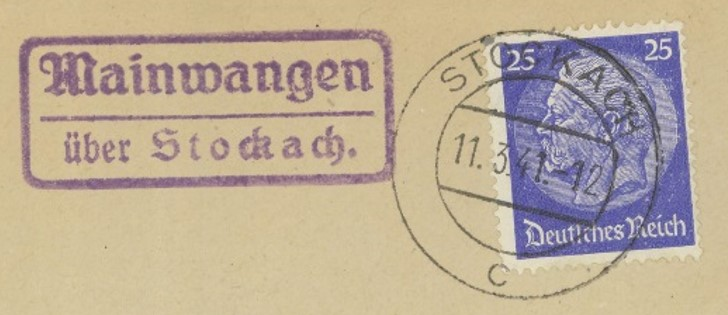
Posthilfstelle-Stempel „Mainwangen über Stockach“ (1941)
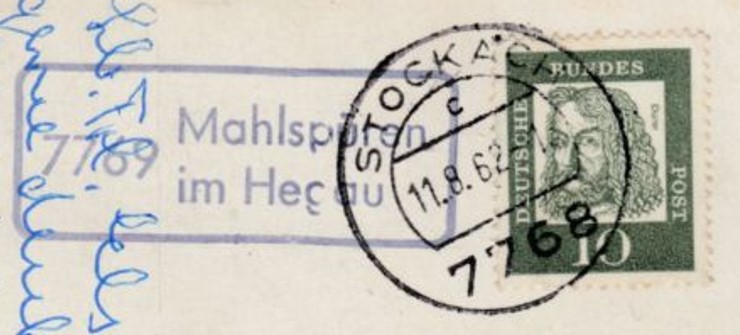
Posthilfstelle-Stempel „7769 Mahlspüren im Hegau“ (1962)
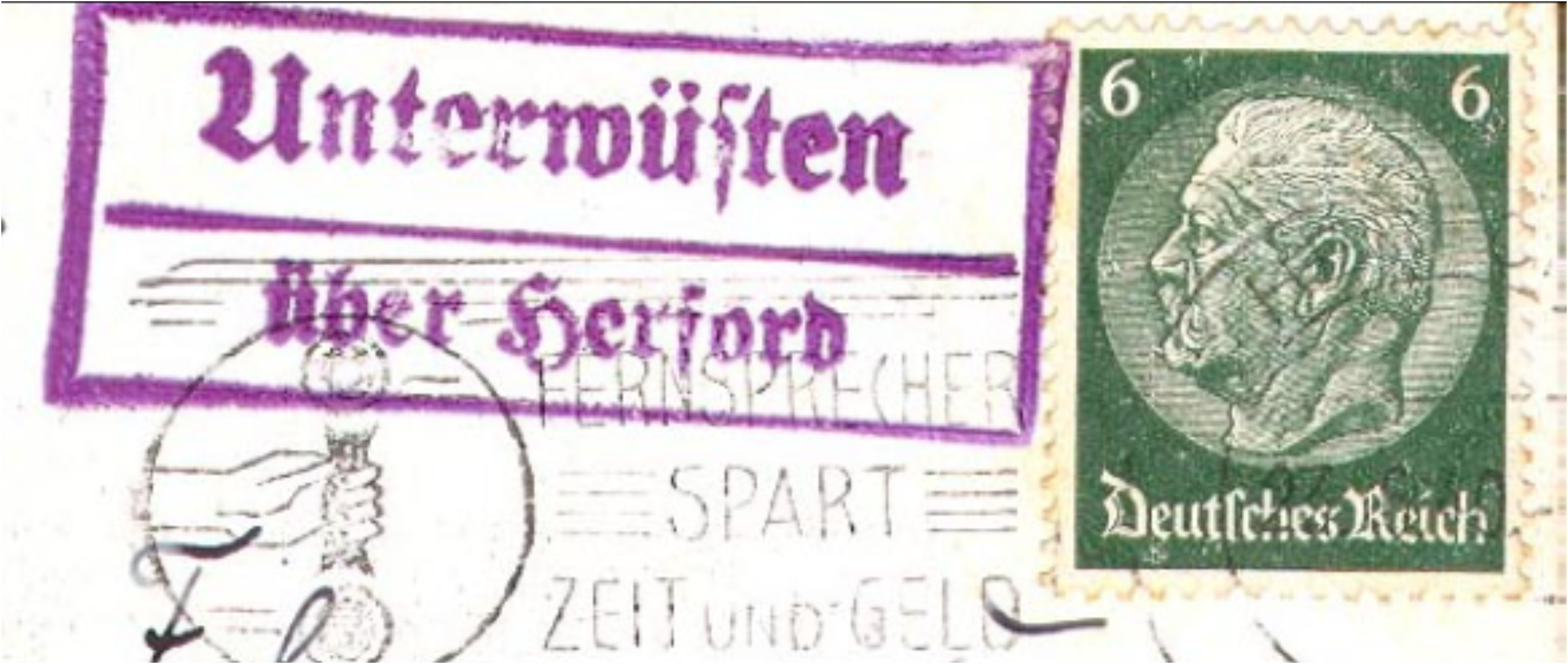
Posthilfstelle-Stempel „Unterwüsten über Herford“ (1940)